# 黑狗王子
《黑狗王子》是臺視的一個兒童電視劇節目，敘述一個少年，因為有了一隻黑狗，造成了許多有趣的故事。自1987年8月4日起，至1988年2月26日為止，共播出30集。

## 主題曲
黑黑黑黑黑黑狗王子　身邊跟著一隻大笨狗

走在人潮洶湧街道上　為了正義他們在奔忙

說他年紀小　可是好勇敢

做事有衝勁　可是沒頭腦

鬧出許多有趣小事件

啊你說好不好玩哈哈哈

黑黑黑黑黑黑狗王子　身邊跟著一隻大笨狗

走在人潮洶湧街道上　為了正義他們在奔忙

## 工作人員
- 製作：頡合傳播公司
- 製作人：李華蘭
- 製作助理：小董

## 主要人物
- 曾國雄（楊國勝　飾）

本片主角。一位具有誠實、愛心、正義感等等美德的小朋友，不過做事欠缺考慮，因此常常鬧出許多小趣事。
- 小黑

國雄所飼養的黑色德國洛威納犬，平常一副忠厚膽小模樣，但是只要主人遇到了危難，馬上奮不顧身，冒險犯難。
- 梁淑惠（楊又璇　飾）

大方、明理、正直的女孩，常常成為身旁小男生們爭吵的仲裁人。
- 肥肥（王威傑　飾）

- 訓練師

節目聘請一位專業的訓練師扮演酒鬼，很愛喝酒。有小孩子將米酒的瓶口塞了一張「銘謝惠顧」的紙條，也因此被該片的小孩「整」過。雖然這位訓練師在現實世界是專業的訓狗師，仍他然馴服不了小黑。
- 路人甲

演員本名為路人甲，專門在路上演出路人甲，與演員擦身而過、演出小插曲。
- 嘟嘟、小媛、牛皮

自《神奇王國》之後留在「黑狗王子」中繼續演出的班底。
其餘角色仍有待確認。

## 外部連結
- KK有話要說:有誰記得「黑狗王子」？（页面存档备份，存于）
- 台視兒童節目「黑狗王子」1297〈1987年〉（页面存档备份，存于）